# بارهنگ شن‌روی
بارهنگ شن‌روی (نام علمی: Plantago boissieri) یکی از گونه‌های سرده بارهنگ است.